# 侵华日军五台山建筑遗存

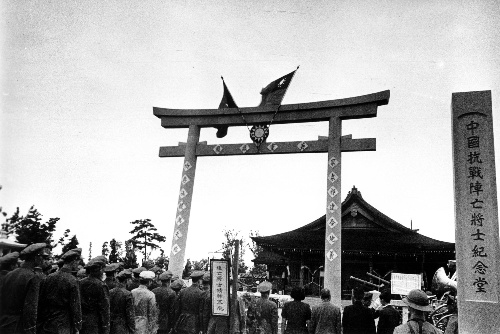
1946年，改建为中国抗战阵亡将士纪念堂后

侵华日军五台山建筑遗存（五台山一号建筑）位于中华人民共和国江苏省南京市鼓楼区华侨路街道五台山1号，五台山体育中心东侧，原为侵华日军仿照东京靖国神社而建的南京神社，设计者为高见一郎，为同类建筑中规模最大的一处，现存建于1940年2月至1941年底的两栋砖木结构建筑，其中坐东面西者为正殿，坐北朝南者为侧殿（又被称作大庙和小庙），正殿中原供奉天照大神像及在战争中阵亡的校官以上军官灵位，侧殿则用于供奉尉官以下军官和普通士兵灵位。日本战败后，国民政府将其改作中国抗战阵亡将士纪念堂，正殿用于供奉在战争中阵亡的中国军队将士灵位，侧殿则用于陈列自侵华日军中缴获的战利品，正殿前仍存有蒋中正手植黑松及石碣。
建筑均采用日式和风建筑风格，柱跗式台基、明黄色墙壁、赭黄色窗户、方形外廊柱，歇山顶上覆以黑色瓦，院内草坪上另存有若干件日式风格石质灯座及底部有雕花纹饰的旧式路灯。建筑现由江苏省体育局管理使用，内部均已被改造。